# Halász Anna (kritikus)
Halász Anna (írói álnevei: Vajnovszky Anna, Bogár András, Hosszú Ádám, Gyergyai Éva) (Nagyvárad, 1928. január 6. – Bukarest, 2002. november 18.) romániai magyar színi- és filmkritikus, író.

## Életpályája
Szülővárosában érettségizett (1946), a Bolyai Tudományegyetemen magyar nyelv- és irodalomtanári diplomát szerzett (1958), közben a bukaresti filmfőiskolán színinövendék. Újságíró, előbb a Romániai Magyar Szó, ill. Előre (1948–1975), majd A Hét munkatársa volt.
Színházi és filmkritikáit, találó színészportréit A Héten kívül az Utunk, elbeszéléseit, esszéit az Igaz Szó közli, a Kriterion Horizont-sorozatának számos kiadványát (Maupassant, Ivo Andrić, Feuchtwanger, Joseph Conrad, Sólem Aléchem, William Styron, Tyendrjakov magyar kiadásait) utószavai ajánlják az olvasóknak. Fordításában jelent meg Pierre Boulle Híd a Kwai folyó felett című regénye (1969), a Román Rádió pályázatán 1971-ben Női fegyverek című írásával (Igaz Szó 1981/8) díjat nyert. Szerzője az akadémiai kiadásban megjelent Istoria teatrului în România című összefoglaló mű (1975) romániai magyar színházakról, drámairodalomról szóló fejezetének.

## Kötetei
- Az argonauták útján (útirajz, 1958)
- Befejezetlen kálvária. Önéletrajzi feljegyzések; Mentor, Marosvásárhely, 2005

## Díjai
- Aranytoll[1] (1998)